# Hernando Durán Dussán
Hernando Durán Dussán (Bogotá, 17 de junio de 1920 - Kuala Lumpur, 4 de septiembre de 1998) fue un abogado, diplomático y político colombiano, miembro del Partido Liberal Colombiano.
Durán fue alcalde de Bogotá entre 1978 y 1982, durante la presidencia de Julio César Turbay, y ocupó diversidad de cargos en una larga trayectoria política, destacando su paso por el departamento del Meta. Entre los años 60 a 70, Durán ocupó varios ministerios durante el Frente Nacional y el gobierno de Alfonso López Michelsen.
En 1989 fue postulado para ser candidato único del liberalismo a la presidencia en 1990, compitiendo contra César Gaviria y otros liberales destacados del momento. Su campaña promovía su experiencia y contaba con el apoyo de los congresistas liberales. Fue el tercero de los candidatos y se retiró de la política.

## Biografía
Nació en Bogotá, el 17 de junio de 1920, en el seno de una familia proveniente del Huila. Inició estudios secundarios en el colegio La Salle y los concluyó en el Colegio Antonio Nariño de Bogotá.
Siendo estudiante de derecho de la Universidad Nacional de Colombia, incursionó en la política, siendo elegido concejal de San Martín (Meta), en 1941, a nombre del Partido Liberal Colombiano, y luego como secretario de gobierno en el departamento, en 1943. Se graduó como abogado en 1945.
En 1947 fue elegido concejal de Villavicencio hasta 1949. En diciembre de ese año, por sus posturas políticas y su activismo tuvo que exiliarse en París y luego en Los Ángeles, Estados Unidos, ya que era visto como un opositor por el gobierno de Mariano Ospina Pérez, y por la situación de seguridad de los liberales en esos días. 
Estando exiliado estudió economía en la Universidad de Southern, en California, licenciándose en 1956. Su exilio duró hasta septiembre de 1957, luego de la caída de la dictadura de Gustavo Rojas Pinilla y luego de 4 meses de gobierno de la Junta Militar que lo reemplazó.
En 1958 fue elegido representante a la cámara por Meta, siendo uno de los autores del proyecto de ley que elevó a la categoría de departamento la hasta entonces intendencia del Meta. Ese año fue elegido presidente de la comisión de presupuesto para el bienio 1958-1960.
En 1960 fue reelegido para la comisión de presupuesto, pero el 9 de noviembre de 1960 el gobierno de Alberto Lleras Camargo lo nombró como Ministro de Minas y Petróleos, hasta el 1 de septiembre de 1961. Su mayor logro fue la regulación de la actividad minera en el país, cuando nacían los conflictos entre los esmeralderos de Boyacá. 
Regresó al Congreso para culminar su labor legislativa, hasta 1962, cuando el gobierno de Guillermo León Valencia, lo nombró ministro encargado de desarrollo. En 1962 fue elegido senador, y luego pasó a la cartera de hacienda, también para el gobierno de Valencia, entre abril y julio de 1965, donde estableció la política de paridad en las divisas. 
Regresó al senado, siendo reelegido en 1966 y en 1970, siendo elegido presidente de la corporación a finales de los años 60. En 1972 fue nombrado embajador de Colombia en Francia, dado su conocimiento del país por haber vivido exiliado allí, por el gobierno de Misael Pastrana, regresando a Colombia en 1973. 
En 1974 el gobierno de Alfonso López Michelsen lo nombró ministro de educación, hasta el 9 de febrero de 1977. Llevó a cabo una reforma educativa relevante.

### Alcalde de Bogotá (1978-1982)
Luego pasó a ocupar el segundo cargo político de importancia en Colombia, como alcalde de Bogotá, de agosto de 1978 a agosto de 1982, por nombramiento del gobierno de Julio César Turbay. Durán es conocido además por ordenar la demolición del Puente Aranda (declarado Monumento Nacional por medio del Decreto 1584 11-VIII de 1975) para la construcción de los puentes de la avenida de Las Américas (proyecto promovido por la Sociedad Colombiana de Arquitectos) y que se unía con la Calle 13 en la actual Carrera 50.
En el año nuevo de 1979, la guerrilla del Movimiento 19 de abril (M-19) realizó el robó armas del Cantón Norte. Durán aplicó entonces el Estatuto de Seguridad. Como consecuencia de la represiva campaña de Turbay y Durán, el M-19 se tomó la Embajada de la República Dominicana en Bogotá, el 27 de febrero de 1980. La toma recibió atención internacional, finalmente, en abril de ese año se logró la liberación de los rehenes, que viajaron hasta Cuba, donde fueron entregados a sus respectivos países.

### Post-alcaldía
A finales de 1982, el gobierno de Belisario Betancur, lo nombró embajador ante la ONU. En 1984 regresó a Colombia y fue elegido concejal de Bogotá, hasta 1986. Ese año fue elegido senador por Cundinamarca, para el período 1986-1988. En 1985, fue elegido presidente de la Dirección Nacional Liberal y desde allí impulsó la candidatura presidencial del exalcalde de Bogotá, Virgilio Barco Vargas, quien resultó elegido presidente tras una contundente victoria.
En 1988 fue sucedido por el expresidente Turbay en la dirección liberal, el cual logró el regreso al liberalismo del caudillo Luis Carlos Galán, quien se había separado del partido en 1979 a través de su movimiento Nuevo Liberalismo. El regreso de Galán se dio con el ánimo de que el partido unido presentara un candidato para las elecciones de 1990, ya que Galán venía aumentando sus posibilidades de ser electo presidente. Durán siempre fue un rival de Galán y se opuso a la consulta que éste promovió para que el candidato liberal de 1990 saliera de la votación popular y no por pactos políticos internos. Durán finalmente terminó aceptando la consulta y lanzó su candidatura junto al mismo Galán, Alberto Santofimio, William Jaramillo Gómez, Jaime Castro y Ernesto Samper. En 1989 sin embargo, Galán fue asesinado por el Cartel de Medellín y con su muerte su candidatura fue asumida por César Gaviria, quien barrió en la consulta liberal de marzo y ganó la presidencia en mayo.
Durán, si bien no recibió una paliza electoral (ya que empató la consulta con Ernesto Samper, quedando en tercer lugar) decidió retirarse de la política. Durante su retiro apoyó la carrera política del entonces militante liberal Álvaro Uribe Vélez.

### Muerte
Tras su retiro de la política, Durán residió en Kuala Lumpur, Malasia para visitar a su hija Sonia Durán Smela, esposa del entonces embajador colombiano en ese país Arturo Infante donde fallece de una afección respiratoria a los 78 años. Sus restos fueron repatriados.

## Controversia
Durán fue acusado por crear un brazo político paramilitar llamado Movimiento de Renovación Nacional (MORENA) a la vez que se incluyó en el caso de la muerte de Galán al comprobarse que había ido con Alberto Santofimio a varias reuniones con Pablo Escobar y Gonzalo Rodríguez Gacha "El Mexicano". Hoy en día tras su muerte, Durán ha sido casi descartado de las investigaciones aunque siempre afirmó admirar a Galán y quedar sorprendido por la muerte del líder político. Se especula que hubo más políticos involucrados en el plan para matar a Galán mientras que Durán y Santofimio estaban al tanto del magnicidio.
Al respecto, se ha mencionado también la cercanía que tuvo Durán Dussán con el político Jorge Ariel Infante Leal, exgobernador del Meta y ex congresista, quien ha sido señalado por numerosas fuentes, incluyendo a organizaciones de víctimas, de tener estrechos vínculos con grupos paramilitares durante los años ochenta y de ser determinador de muchos de los asesinatos a integrantes de la Unión Patriótica en el Meta.[cita requerida]